# Банковская система КНР
Банковская система КНР является крупнейшей в мире, из пяти крупнейших банков мира четыре находятся в Китае. На конец 2020 года сумма банковских активов страны составляла 319,7 трлн юаней (49 трлн долларов), что втрое превысило ВВП страны (101,6 трлн юаней) и было в 2,4 раза больше активов банков США (20,53 трлн долларов).

## История
Первые сходные с банками учреждения в Китае появились во времена династии Сун около 1000 года. Эти учреждения принимали вклады, выдавали кредиты, осуществляли обмен денег и их перемещение в другие города, но как правило масштабы их деятельности были небольшими, они работали на родственных связях и личных знакомствах.
В середине XIX века в Китае начали открываться банки европейских торговых компаний. Первым таким банком в 1840-х годах стал филиал бомбейского British Oriental Bank. За ним последовали другие банки, основанные британцами в городах, открытых для торговли по Нанкинскому договору (Гонконг, Кантон, Шанхай, Фучжоу, Сямынь). В 1865 году была основана The Hongkong and Shanghai Banking Corporation (Банковская корпорация Гонконга и Шанхая), вскоре ставшая крупнейшей в регионе. В 1890-х годах британцев начали теснить банки других торговавших с Китаем наций: немецкий Deutsch-Asiatische Bank, японский Yokohama Specie Bank, французский Banque de l’Indochine, русский Russo-Asiatic Bank. На конец XIX века в китайских портах работало 9 зарубежных банков, в сумме у них было 45 отделений. Они финансировали внешнюю торговлю, печатали деньги, принимали депозиты и выдавали кредиты.
Первый китайский банк, The Imperial Bank of China, был основан в 1897 году (но его руководство состояло из иностранцев); после синьхайской революции его переименовали в Commercial Bank of China. Первый центральный банк Китая был основан в 1905 году, он был назван Правительственный банк Цин; после свержения династии Цин в 1911 году он был реорганизован в Банк Китая, существующий до сих пор. В 1908 году Министерством почты и коммуникаций был основан Банк коммуникаций (Bank of Communications) с целью финансирования строительства железных дорог. В это же время начали появляться и частные китайские банки. В 1928 году был основан новый Центральный банк Китая.
Уже в ходе Китайской революции, в 1949 году, был создан Народный банк Китая, к середине 1950-х годов поглотивший или вытеснивший за пределы КНР все другие банки страны. До конца 1970-х годов он сохранял монополию на банковскую деятельность, совмещая функции центрального и коммерческого банка. В стране была создана обширная сеть сберегательных касс.
После смерти Мао Цзэдуна к власти пришли сторонники другого курса развития страны во главе с Дэн Сяопином. Уже в 1978 году было принято решение о реформировании банковской системы, в 1984 году коммерческая деятельность Народного банка была распределена между четырьмя государственными коммерческими банками, Промышленно-коммерческим, строительным, сельскохозяйственным банками и Банком Китая, вскоре был восстановлен Банк коммуникаций; Народный банк Китая сохранил только функции центрального банка. Начался период быстрого роста банковской отрасли, чему способствовали огромная клиентская база, рост денежной массы, отсутствие конкуренции со стороны небанковских финансовых институтов и иностранных банков, рост других отраслей экономики, государственная поддержка.

## Современное состояние
Основным регулятором является Комиссия по регулированию банковской и страховой деятельности (China Banking and Insurance Regulatory Commission, 中国银行保险监督管理委员会), созданная в 2018 году объединением банковского и страхового регуляторов.
По данным комиссии, сумма активов банков страны на конец 2020 года составила 312,67 трлн юаней. Из этой суммы на коммерческие банки пришлось 259 трлн юаней. Эти банки подразделяются на три категории: крупные (112,6 трлн юаней), акционерные (56,9 трлн юаней) и городские (41,1 трлн юаней). Вторую группу составляют сельские финансовые институты, включающие сельские коммерческие банки, кооперативные банки и потребительские союзы; их активы в сумме составили 41,5 трлн юаней. В группу других финансовых институтов относятся политические банки, частные банки, филиалы иностранных банков, небанковские финансовые институты, компании по управлению активами; на них пришлось 50,6 трлн активов. 
Принятые депозиты составили 212,57 трлн юаней, выданные кредиты — 172,75 трлн юаней; просроченные кредиты составили 2,7 трлн юаней (1,84 %).
В 2022 году Китай стал новым мировым лидером по первичному размещению акций на биржах; кроме того, крупнейшее IPO по итогам 2022 года провёл крупнейший китайский инвестбанк CITIC Securities.
По состоянию на конец 2022 года объём внешних финансовых активов банковского сектора Китая составил 1,518 трлн долларов США, а объём внешней задолженности составил 1,352 трлн долларов. Таким образом, объём чистых внешних активов достиг 166,5 млрд долларов, в том числе объём депозитов и кредитов достиг 988,3 млрд долларов (65 % от общего объёма), а объём облигаций достиг 330,4 млрд долларов (22 % от общего объёма); активы в юанях составили 294,4 млрд долларов (19 % от общего объёма), активы в долларах США составили 938,4 млрд долларов (62 %). Объём внешних депозитных и кредитных долговых обязательств составил 760,6 млрд долларов (56 %), а объём задолженности в облигациях составил 230,7 млрд долларов (17 % от общего объёма внешней задолженности).

## Крупнейшие банки
| Номер п. п. | Название                                | Расположение | Активы, трлн юаней | Депозиты, трлн юаней | Собств. капитал, млрд юаней | Выручка, млрд юаней | Чистая прибыль, млрд юаней | Рыночная капитализ., млрд юаней | Число сотр. |
| ----------- | --------------------------------------- | ------------ | ------------------ | -------------------- | --------------------------- | ------------------- | -------------------------- | ------------------------------- | ----------- |
| 1           | Industrial and Commercial Bank of China | Пекин        | 35,171             | 28,802               | 3258                        | 939,9               | 348,3                      | 1698                            | 439 787     |
| 2           | China Construction Bank                 | Пекин        | 30,254             | 23,951               | 2588                        | 824,2               | 302,5                      | 1203                            | 349 671     |
| 3           | Agricultural Bank of China              | Пекин        | 29,069             | 23,218               | 2415                        | 718,3               | 241,2                      | 1045                            | 459 000     |
| 4           | Bank of China                           | Пекин        | 26,722             | 20,913               | 2225                        | 603,1               | 216,6                      | 1019                            | 309 000     |
| 5           | China Development Bank                  | Пекин        | 17,104             | 2,945                | 1481                        | 142,1               | 118,8                      | -                               | 9797        |
| 6           | Postal Savings Bank of China            | Пекин        | 12,588             | 11,551               | 794,1                       | 319,1               | 76,17                      | 744,0                           | 177 797     |
| 7           | Bank of Communications                  | Шанхай       | 11,666             | 8,859                | 964,6                       | 269,7               | 87,58                      | 360,0                           | 90 716      |
| 8           | China Merchants Bank                    | Шэньчжэнь    | 9,249              | 7,100                | 858,7                       | 331,2               | 119,9                      | 1150                            | 90 867      |
| 9           | Industrial Bank                         | Фучжоу       | 8,603              | 6,022                | 684,1                       | 221,1               | 82,68                      | 462,4                           | 60 455      |
| 10          | China CITIC Bank                        | Пекин        | 8,043              | 5,984                | 626,3                       | 204,6               | 55,64                      | 222,6                           | 58 979      |
| 11          | Shanghai Pudong Development Bank        | Шанхай       | 7,958              | 5,442                | 637,6                       | 191,0               | 58,26                      | 235,7                           | 59 051      |
| 12          | Agricultural Development Bank of China  | Пекин        | 7,009              | 1,31                 | 173,0                       | 88,85               | 19,21                      | -                               | 52 700      |
| 13          | China Minsheng Bank                     | Пекин        | 6,953              | 5,185                | 574,3                       | 167,7               | 34,38                      | 154,0                           | 58 338      |
| 14          | China Everbright Bank                   | Пекин        | 5,902              | 4,147                | 482,5                       | 152,8               | 43,41                      | 165,9                           | 46 316      |
| 15          | China Exim Bank                         | Пекин        | 5,044              | -                    | 319,4                       | 21,84               | 5,64                       | -                               | 4282        |
| 16          | Ping An Bank                            | Шэньчжэнь    | 4,921              | 3,339                | 395,4                       | 169,4               | 36,34                      | 318,6                           | 38 097      |
| 17          | Huaxia Bank                             | Пекин        | 3,400              | 2,362                | 280,6                       | 95,9                | 21,28                      | 85,55                           | 39 748      |
| 18          | China Guangfa Bank                      | Гуанчжоу     | 3,028              | 1,853                | 218,1                       | 80,53               | 13,81                      | -                               | 37 297      |
| 19          | Bank of Beijing                         | Пекин        | 2,900              | 2,082                | 219,2                       | 67,3                | 21,48                      | 97,0                            | 14 760      |
| 20          | Bank of Jiangsu                         | Нанкин       | 2,619              | 1,629                | 192,2                       | 63,8                | 19,69                      | 107,2                           | 15 298      |
| 21          | Bank of Shanghai                        | Шанхай       | 2,462              | 1,730                | 190,4                       | 56,2                | 20,89                      | 94,5                            | 10 116      |
| 22          | China Zheshang Bank                     | Ханчжоу      | 2,287              | 1,745                | 164,2                       | 65,8                | 12,65                      | 69,5                            | 15 997      |
| 23          | Bank of Ningbo                          | Нинбо        | 2,016              | 1,208                | 149,4                       | 52,8                | 19,55                      | 253,0                           | 13 893      |
| 24          | Bank of Nanjing                         | Нанкин       | 1,749              | 1,146                | 121,4                       | 40,9                | 15,86                      | 119,1                           | 9854        |
| 25          | Bank of Hangzhou                        | Ханчжоу      | 1,391              | 0,900                | 90,1                        | 29,4                | 9,26                       | 91,9                            | 9139        |
| 26          | Huishang Bank                           | Хэфэй        | 1,384              | 1,110                | 108,6                       | 35,5                | 11,46                      | 35,1                            | 10 688      |
| 27          | Chongqing Rural Commercial Bank         | Чунцин       | 1,266              | 0,789                | 104,5                       | 30,8                | 9,56                       | 41,4                            | 15 000      |
| 28          | Guangzhou Rural Commercial Bank         | Гуанчжоу     | 1,162              | 0,912                | 80,0                        | 23,8                | 3,18                       | 26,5                            | 13 941      |
| 29          | Shengjing Bank                          | Шэньян       | 1,006              | 0,815                | 79,8                        | 16,8                | 0,40                       | 45,7                            | 7556        |

### Классификация банков
- «Большая четвёрка» публичных госбанков — Industrial and Commercial Bank of China, China Construction Bank, Agricultural Bank of China и Bank of China.
- «Большая тройка» политических банков развития — China Development Bank, Agricultural Development Bank of China и The Export-Import Bank of China.
- Почтово-сберегательный госбанк — Postal Savings Bank of China.
- Банки со смешанным государственно-частным участием — Bank of Communications, China Merchants Bank, Industrial Bank, China CITIC Bank, China Everbright Bank, Huaxia Bank, China Guangfa Bank, China Bohai Bank.
- Частные банки — China Minsheng Bank, Ping An Bank.
- Городские банки — Shanghai Pudong Development Bank, Bank of Beijing, Bank of Shanghai, Bank of Ningbo, Bank of Nanjing, Bank of Hangzhou, Chongqing Rural Commercial Bank, Shanghai Rural Commercial Bank, Guangzhou Rural Commercial Bank, Bank of Changsha, Bank of Chengdu, Bank of Guiyang, Dongguan Rural Commercial Bank, Bank of Chongqing, Bank of Jinzhou, Bank of Tianjin, Harbin Bank, Bank of Zhengzhou, Bank of Qingdao, Shengjing Bank, Bank of Suzhou, Qingdao Rural Commercial Bank, Bank of Dalian, Bank of Lanzhou, Bank of Xian, Weihai City Commercial Bank, Bank of Taizhou, Shenzhen City Commercial Bank, Xiamen International Bank, Taian Bank, Zhejiang Chouzhou Commercial Bank.
- Провинциальные банки — Bank of Jiangsu, China Zheshang Bank, Huishang Bank, Zhongyuan Bank, Bank of Guizhou, Jiangxi Bank, Qilu Bank, Bank of Gansu, Jinshang Bank, Bank of Jilin.